# Dějiny Saskatchewanu

Mapa Kanady znázorňující Ruprechtovu zemi v hranicích nárokovaných kolem roku 1670.

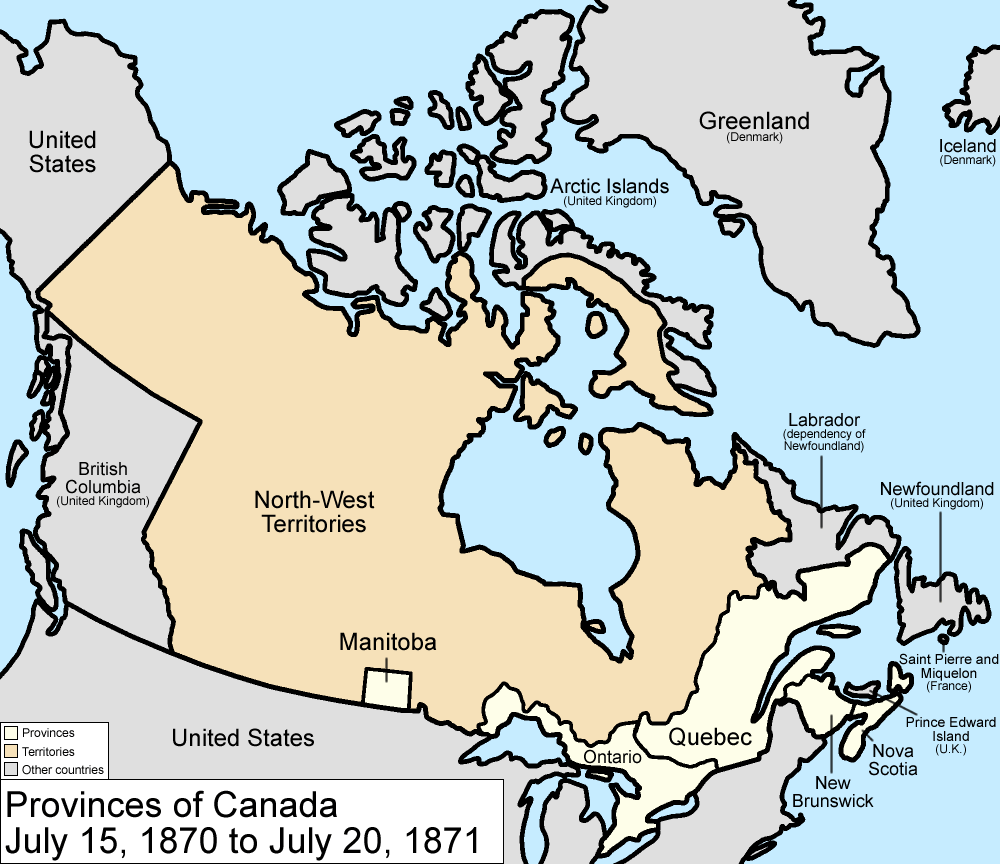
Mapa Kanady znázorňující hranice Severozápadních teritorií, která byla v roce 1870 rozdělena na prozatímní distrikty.

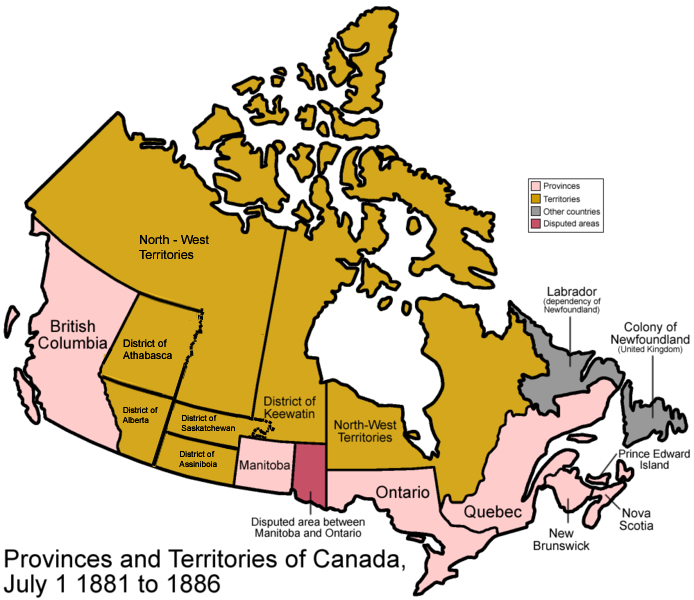
Prozatímní distrikty Alberta, Assiniboia, Athabaska a Saskatchewan byly utvořeny v roce 1882. Nazývaly se prozatímními, aby je bylo možno rozlišit od distriktu Keewatin, který ke správě Severozápadních teritorií volnější, autonomnější vztah.

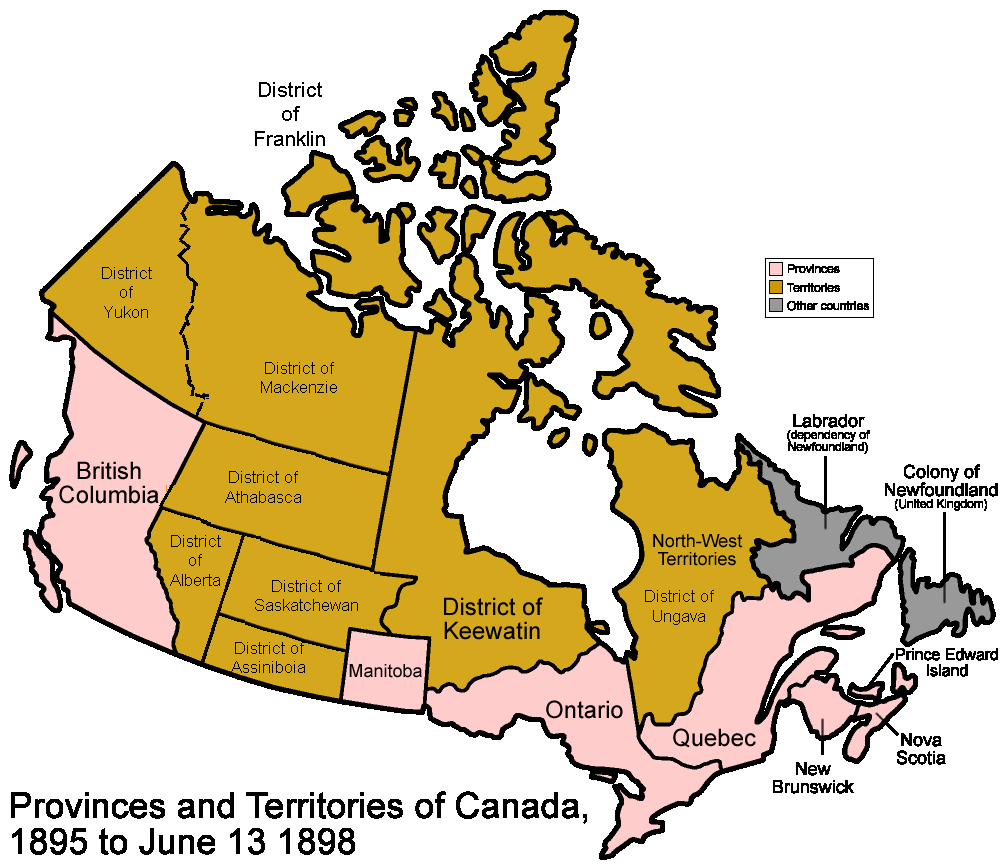
Kvůli obrovské rozlehlosti Severozápadních teritorií bylo území rozděleno do většího počtu administrativních celků. V roce 1895 došlo k utvoření distriktu Franklin, Ungava a Mackenzie, které byly všechny přímou součástí Severozápadních teritorií. K tomuto datu se Prozatímní distrikt Athabaska rozpínal na západ až k prvnímu poledníku.

Mapa Kanady znázorňující provinční a teritoriální hranice k 1. dubnu 1999

Dějiny Saskatchewanu pokrývají veškerá studia o lidských činnostech v minulosti a událostí s nimi spojených na území provincie Saskatchewan, prostřední ze tří kanadských prérijních provincií. Archeologické práce poskytují některé indicie k dějinám a životnímu stylu Paleoindiánů, kultuře Taltheilei a archaické kultuře kanadského štítu (Shield Archaic Traditions), což byli první lidé obývající tuto zeměpisnou oblast v prehistorickém období. Jejich minulost se vyvíjela postupně až do okamžiku, kdy se změnila v dějiny Prvních národů, lidí, kteří uchovali některá fakta ze své minulosti pomocí ústní tradice. Mezi kmeny Prvních národů, které alespoň částí životního prostoru svých příslušníků zasahovali do oblasti Saskatchewanu, byli Čipevajané, Kríové, Saulteaux, Assiniboinové, kmen Gros Ventre či Siouxové.
Henry Kelsey (1667–1724) byl první Evropan, který stanul na půdě Saskatchewanu. Do oblasti Saskatchewanu dorazil roku 1690. Další evropští průzkumníci do oblasti zamířili brzy nato, následováni obchodníky s kožešinami jako například obchodní společnost The Governor and Company of Adventurers of England trading into Hudson's Bay (Společnost Hudsonova zálivu) a jim konkurující Severozápadní společnost. Clifford Sifton, ministr vnitra odpovědný za problematiku imigrace, (1896–1905) přesvědčil a přiměl rozmanitou škálu k zemědělství inklinujících evropských emigrantů do Kanady, aby osídlili a obdělali prérijní půdy na území kolem transkontinentální železnice. Politické hranice oblasti budoucího Saskatchewanu se několikrát měnily, vyvíjely se od vymezení Ruprechtovy země, přes prozatímní distrikty Severozápadních teritorií až po hranice provincie. Saskatchewan má status kanadské provincie od roku 1905.

## Přírodní dějiny
Historie zdejší oblasti planin vlastně začala zhruba před 2 000–2 100 milióny lety, v kteréžto době se tu nacházely dvě pevniny oddělené oceánem. Pevnina nazývaná „Churchill Continent“, která se později stala Manitobou a Saskatchewanem, a pevnina nazvaná „Superior Continent“, která dnes tvoří oblasti Manitoby a Ontaria. Tyto dvě zemské hmoty se před 1 830 – 1 800 milióny let srazily. Oblast severského štítu a západu Skalnatých po srážce vytvořily výše položená území.
Nížinná území současné oblasti remízkovité lesostepi byla pokryta mělkým mořem dokonce i v období paleozoika. Toto vnitřní moře se nezačalo vysoušet až do období křídy před 144 – 65 milióny lety. Nyní je zde možno nalézat paleontologické artefakty z pozůstatků různých druhů dinosaurů. Doba ledová v období čtvrtohor opět naprosto přetvářela a přeměňovala krajinu, počínaje asi obdobím před 2 milióny lety.
Poté, co geologické změny napomohly dotvořit tuto oblast a ukončit utváření severoamerického světadílu do podoby, jakou dnes známe, začínáme hovořit o začátku prehistorického období v oblasti Saskatchewanu.

## Před příchodem Evropanů
For more information on the early pre-history of the province of Saskatchewan see also Saskatchewanská archeologická společnost.
For more information on the earliest inhabitants of this early area, see Čipevajané, Kríové, Algonkinové, Assiniboinové a Atsina.
Archeologové rozdělují časový rámec pro studium starobylých nálezů na současnou archeologii, to jest od začátku 20. století dodnes, protohistorickou archeologii zhruba od roku 1620 po současnou a prehistorickou archeologii, která studuje nálezy před raným obdobím prozkoumávání oblasti.
Prehistorická archeologie se zabývá studiem nálezů a jejich další klasifikací podle pravěkých kultur.
Palaeoindiánská kultura nížiny Agate se datuje až asi k roku 6000 př. n. l., kultura Taltheilei je kladena zhruba po roce 500 př. n. l. a archaická kultura Kanadského štítu asi k roku 4000 př. n. l.
První národy Athabaskové, Dené či Čipevajané žily v oblasti Kanadského štítu a byli to lovci karibu. Jejich raně archeologická historie je zdokumentovaná zhruba až do období kolem roku 1615.
Jedním z prvních průzkumníků, kteří přišli do styku s indiány jazykové skupiny Dené byl Samuel Hearne. Různé algonkinské kmeny jako Lesní Kríové (Kristinaux) žily severně od jižní stromové hranice, zatímco Kríové z planin žili v otevřené krajině remízkovité lesostepi. Prérijní lovci bizonů převažovali v jižním Saskatchewanu a byli z velké části členy siouxského kmenového svazu či stranou stojícího siouxského národa Assiniboinů (Nakota). Na nejzazších jižních okrajích dnešního Saskatchewanu žil kmen Atsina či do těchto oblastí pronikali Dakotové.

## První průzkumníci
Mezi nejranějšími průzkumníky, kteří zasáhli do průzkumu Saskatchewanu a měli vliv na objevování oblasti směrem na západ, byli:
- Louis de la Corne, Chevalier de la Corne
- Peter Fidler
- Samuel Hearne
- Anthony Henday
- Henry Kelsey
- Pierre La Vérendrye
- Peter Pond
- John Palliser
- David Thompson
- Philip Turnor[7]

## Éra kožešinového obchodu

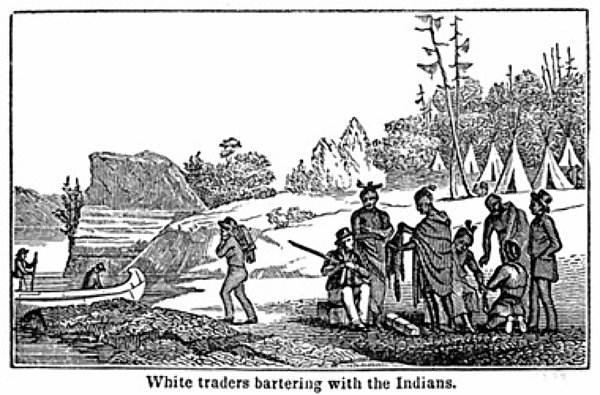
První národy vyměňující kožešiny za zboží kožešinových obchodníků.

V květnu 1670 věnovala Británie země v úmoří Hudsonova zálivu společnosti tehdy zvané “the Governor and Company of Adventurers of England trading into Hudson's Bay”, z níž se později vyvinula Společnost Hudsonova zálivu. První saskatchewanská obchodní stanice Společnosti, Cumberland House, byla vztyčena roku 1774.
Do vnitrozemí ale pronikali převážně Travelling inland were the frankokanadští dobrodruzi cestovatelé Voyageurs ze Severozápadní společnosti, kteří přicházeli z Východní Kanady.
Evropští a američtí kožešinoví obchodníci zakládali pevnůstky a obchodní stanice a zaváděli obchodování s lidmi Prvních národů, American fur traders set up forts and trading posts and established commerce with the First Nations people. Členové Prvních národů pomohli raným příchozím přizpůsobit se zdejším podmínkám a dodávali jim kožešiny výměnou za nejrůznější zboží First Nations people helped the early visitor adapt to the land, and supplied furs in exchange for goods.
Raný rozvoj a prvotní osídlení Saskatchewanu se orientovalo na jeho severní část, neboť se v této době největším surovinovým bohatstvím nejbohatším přírodním zdrojem oblasti ukázal být lov kožešinové zvěře a obchod s kožešinami The richest resource for this area appeared to be the fur trade industry, early development and settlement was in the northern areas. Nejprvnějším hlavním městem Severozápadních teritorií bylo vyhlášeno Fort Garry na území dnešního Winnipegu (1870–1876). Kasárna Severozápadní jízdní policie posunula svá stanoviště dále na západ a hlavním městem Severozápadních teritorií bylo vyhlášeno Fort Livingstone (1876–1877), ale jen na krátkou dobu. Začínalo jako kasárna NWMP, ale however, it was not fit for living in due to hasty construction and a severe winter setting in. On October 7, 1876, the North-West Territories Act was approved by Lieutenant Governor Laird. Odjel z Fort Livingstonu v létě 1877 a za nové hlavní město Severozápadních teritorií prohlásil Battleford (1877–1883). Pro vládní účely bylo obrovské území Severozápadních teritorií 8. května 1882 rozděleno na prozatímní distrikty. Severské obce spojila telegrafní linka.
Mezi roky 1871 a 1899 byly podepsány smlouvy 1 až 8 mezi lidmi Prvních národů a vládou Severozápadních teritorií.